# Christian Steinicken

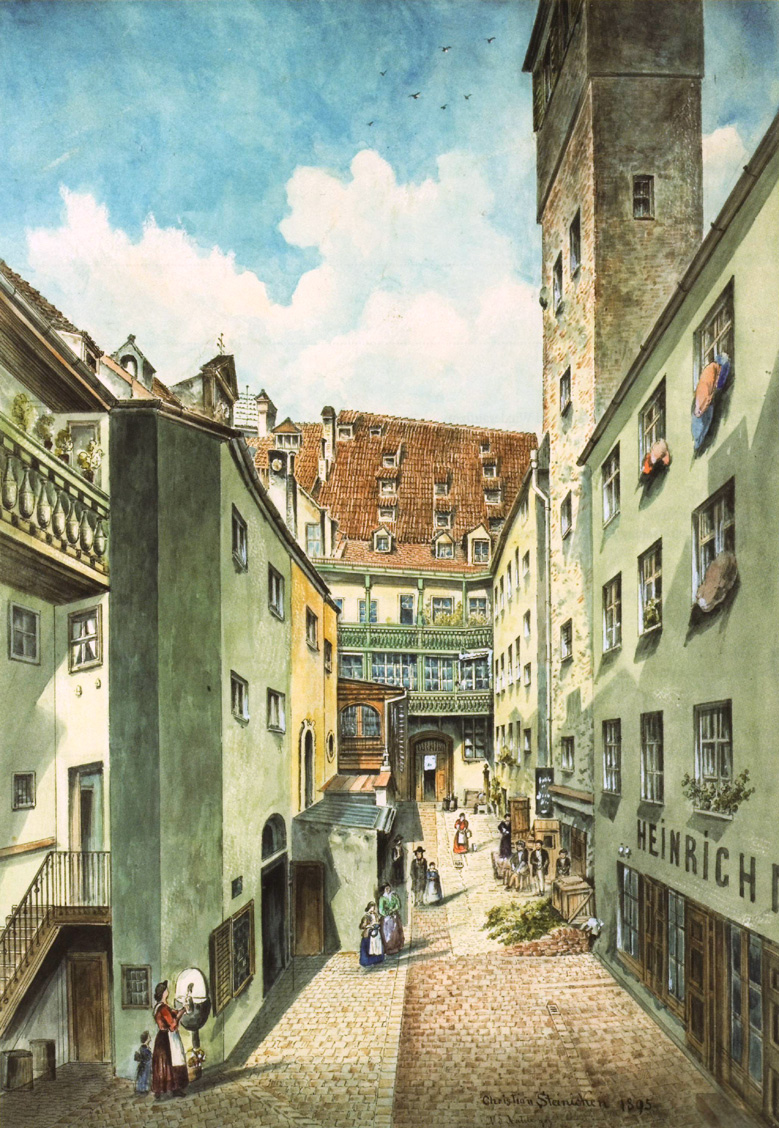
Der Löwenturm, Gemälde von Christian Steinicken, 1895

Christian Steinicken (* 1831 in München; † 1896 ebenda) war ein deutscher Maler, Stahl- und Kupferstecher.

## Leben
Steinicken hatte 1863 Kontakt zu Anselm Feuerbach, der ihm geliehene finanzielle Mittel stundete. In Aquarellen hielt er zahlreiche Stadtansichten, besonders von München fest. Im Auftrag des bayerischen Königs Ludwig II. entwarf er das neu zu errichtende  Schloss Falkenstein aus der Falkensteiner Burg in Aquarellen.

## Werke (Auswahl)

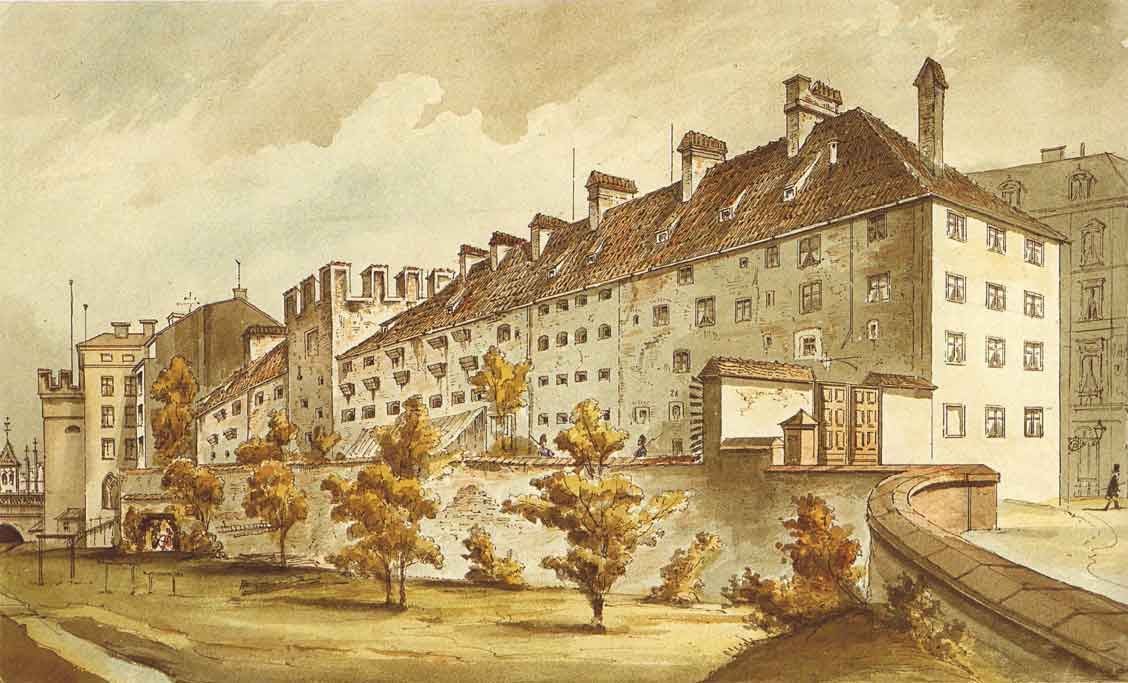
Kreuzkaserne in München, 1870
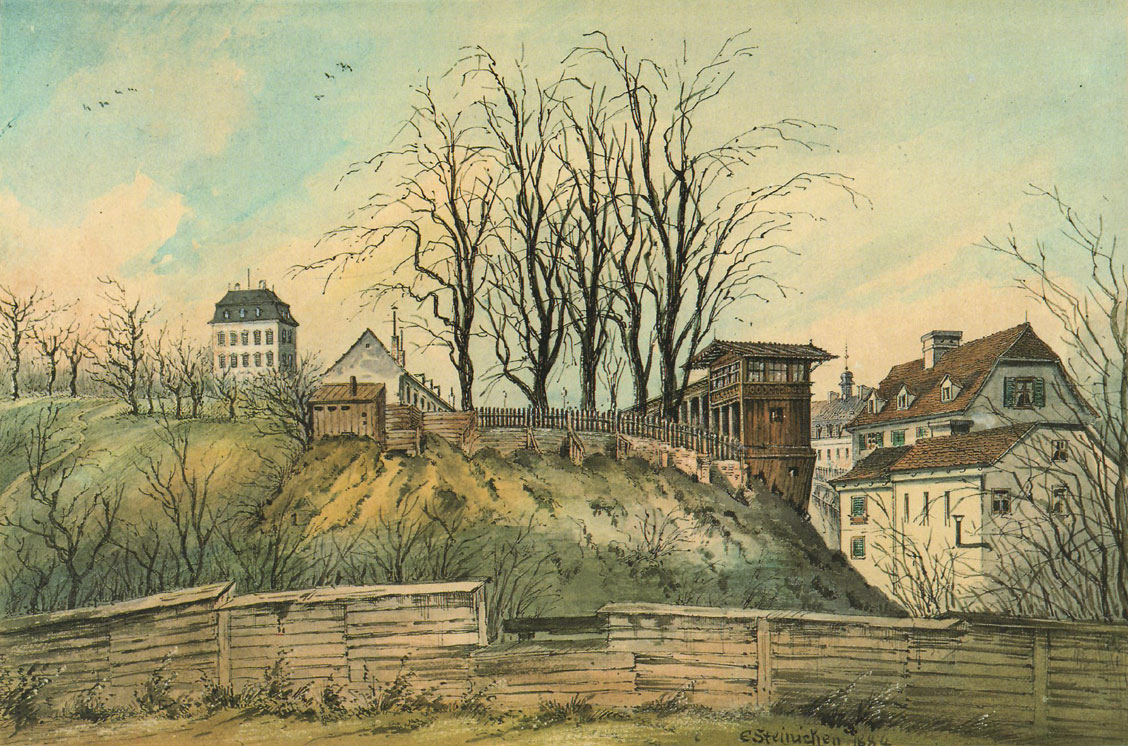
Wallbefestigung an der Galeriestraße, 1884

- Album von Salzburg und Umgebung, um 1860, 11 Stahlstichblätter[3]; darin:
  - Salzburg von der Festung[4]
  - Residenzplatz (Salzburg)[5]